# Tossal de la Pleta (Arbeca)
El Tossal de la Pleta és una muntanya de 426 metres que es troba al municipi d'Arbeca, a la comarca catalana de les Garrigues.